# Виљем Тел
Виљем Тел (фр. Guillaume Tell, итал. Guglielmo Tell) је легендарни швајцарски јунак из 14. века.

## Легенда
Тел је био познат као стрелац самострелом. У то време, 1307. године, Хабзбурзи су владали Швајцарском. Намесник Геслер поставио је шешир на главни градски трг у Алтдорфу, у кантону Ури, и наредио да се сви мештани клањају шеширу. Тел се није хтео поклонити и због тога је био ухапшен. Геслер је наредио да Тел за казну треба да стрелом погоди јабуку на глави свога сина Валтера или ће обојица бити погубљени. Ако погоди јабуку обећана му је слобода. Тел је самострелом погодио јабуку и преполовио је.
Када је Геслер упитао Тела зашто је имао две стреле, Тел му је одговорио да је случајно погодио сина другом стрелом да би убио Геслера. Геслер се наљутио и на свој брод одвео Тела да би га затворио у свој дворац. Брод је затекла олуја у којој се Тел спасио и устрелио Геслера. 
Ова легенда је у Швајцарској симбол борбе за слободу.

## Занимљивости
- У многим земљама има сличних бајки или легенди.
- У српској литератури нешто слично се помиње у народној епској песми Женидба Душанова из преткосовског циклуса са јуначким делима Милоша Војиновића.
- Виљема Тела и легенду о њему обрадио је у истоименој драми немачки писац Фридрих Шилер. Први је код Срба драму Виљем Тел превео са немачког језика отац Бранка Радичевића, Тодор.
- Легенда о Виљему Телу је основа дешавања у истоименој опери Ђоакина Росинија из 1829. године.